# 칼리모초

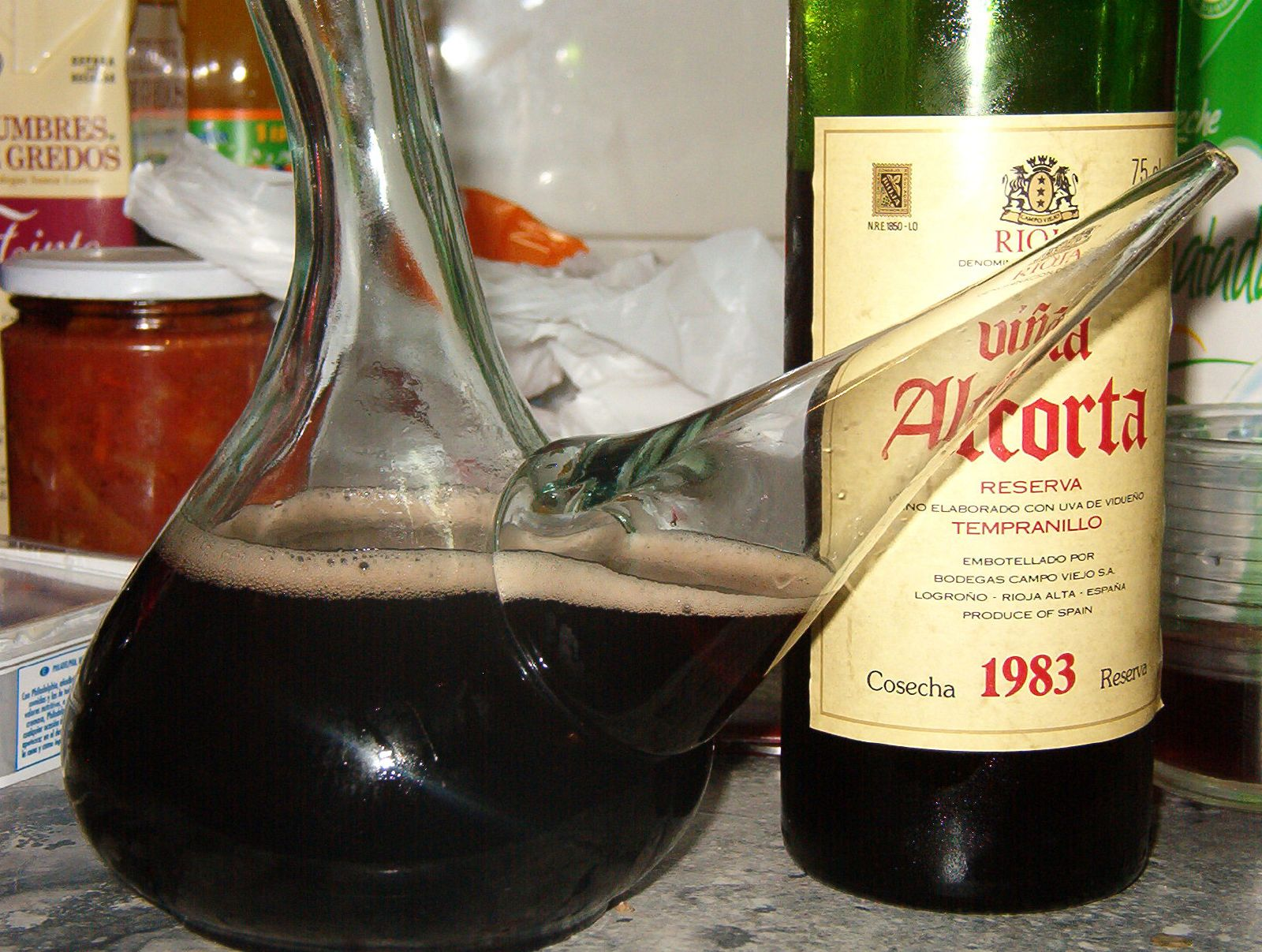

칼리모초(calimocho, kalimotxo, 바스크어 발음: [ka.li.mo.tʃo], 스페인어 발음: [ka.li.ˈmo.tʃo])는 적포도주와 콜라 베이스의 청량음료로 만든 음료이다. 1953년 스페인에서 최초의 코카콜라 공장이 문을 열었고, 이후 칼리모초는 재탄생하여 1972년에 현재의 이름을 갖게 되었다. 남아공에서는 katemba, 모잠비크에서는 cátembe, 크로아티아, 세르비아, 마케도니아 및 기타 발칸 국가에서는 bambus(대나무), 칠레에서는 jote(검은 독수리), 아르헨티나에서는 jesus juice라고도 부른다.